# 8222 Gellner
8222 Gellner è un asteroide della fascia principale. Scoperto nel 1996, presenta un'orbita caratterizzata da un semiasse maggiore pari a 2,2072865 UA e da un'eccentricità di 0,1394353, inclinata di 4,30712° rispetto all'eclittica.